# Alagoa (Minas Gerais)
Alagoa é um município brasileiro do estado de Minas Gerais. Localiza-se a uma latitude 22º10'14" sul e a uma longitude 44º38'31" oeste, estando a sede da Prefeitura a uma altitude de 1132 metros, sendo o ponto mais alto o Pico do Garrafão ou Santo Agostinho com 2 359 metros. De acordo com o Instituto Brasileiro de Geografia e Estatística, sua população em 2022 era de 2 749 habitantes. Possui uma área de 161,356 km².

## História
A Região onde se localiza o município, foi primitivamente habitada pelos índios Cataguás (ou Cataguases), dos quais foram encontrados vestígios. Sendo o território rico em ouro e pedras preciosas, sertanistas que por aí passavam acabaram se fixando, e por volta do ano de 1730, Simão da Cunha Gago e o padre Joaquim Mendes de Carvalho fundaram uma povoação e construíram uma capela, filial da Matriz de Aiuruoca. Iniciava-se a implantação do núcleo de Alagoa.
Em 1752, foi levantada uma igreja construída por escravos, e seis anos depois, o local era elevado a Curato. A freguesia surgiu em 1855, de um abaixo-assinado encaminhado à Assembleia Provincial que indicava a existência de 4.000 pessoas no curato e mais de 50 casas no arraial. Dentre esses moradores citam-se: Antônio Alcântara Guimarães, Joaquim Nogueira, Guarda-Mor Bento Chaves, Antônio Avelar Almeida, José Dias Carvalho e sua esposa Maria Luiza Mendes, o primeiro vigário, Padre Joaquim Inácio de Melo, o farmacêutico Cel. Porfírio Mendes e outros.
A mineração iniciou-se e a atividade agropecuária deu sequência ao desenvolvimento da localidade.
O topônimo deve-se à existência de uma grande lagoa, esvaziada pelos bandeirantes, para exploração de ouro e pedras preciosas. Para escoamento da água, foi aberto um canal em uma pedra, conhecida como “pedra furada”.

## Economia
A cidade possui uma significativa produção de queijos artesanais conhecidos nacionalmente como queijo Alagoa.